# Ban Nong Songhong
Ban Nong Songhong – wieś położona w południowo-wschodnim Laosie, w prowincji Attapu, w dystrykcie Sanamxay.